# Zdeněk Braunschläger
Zdeněk Braunschläger, též Zdeněk Otto Braunschläger (30. ledna 1932 Boskovice – 17. ledna 2018 Praha), byl český herec a scenárista.

## Život
Dětství a mládí prožil v Třebíči, tam žil od pěti let, kde také začínal s herectvím. Vystudoval Obchodní akademie Dr. Albína Bráfa. Divadlu se věnoval pod vedením třebíčského režiséra Josefa Gerži. Po studiích herectví na Divadelní fakultě Janáčkovy akademie múzických umění v Brně (absolutorium v roce 1955, titul MgA. zpětně přiznán zákonem z roku 1998) hrál nejprve v Brně v Divadle bratří Mrštíků, odkud pak přešel do Prahy, kde krátce účinkoval v divadle Semafor (účinkoval v prvním představení Člověk z půdy). Poté od roku 1962 působil v Divadle na Vinohradech. V letech 1965 až 1973 hrál v pražském Činoherním klubu.
Od poloviny 50. let se objevoval ve filmu a později i v televizi, svoji první větší filmovou roli ztvárnil v roce 1955 ve snímku Větrná hora režiséra Jiřího Sequense. Koncem 70. let přestal ve filmu a v televizi hrát a stal se autorem námětů a scenáristou. V roce 1979 ještě zahrál novináře Drbohlava ze Svobodného slova v krimi filmu Čas pracuje pro vraha podle románu Efektivně mrtvá žena od Václava Erbena.  Od roku 1980, kdy hrál naposledy ve snímku Signum laudis, se objevil pouze v roce 2010 ve filmu Habermannův mlýn (v roli faráře Kellera) a v roce 2012 v krátkometrážním studentském snímku Natálie Císařovské Loicu, vitej!.
V roce 1980 emigroval do tehdejšího západního Německa, kde se živil jako distributor léčiv. Po roce 1989 se vrátil do Třebíče, kde v restituci byl jeho rodině vrácen dům na dolní straně Karlova náměstí, ten rekonstruoval a vybudoval v něm restauraci. Dům později prodal a žil střídavě v Mnichově a v Praze.
V roce 2015 obdržel Cenu města Třebíče.